# Landkreis Bayreuth

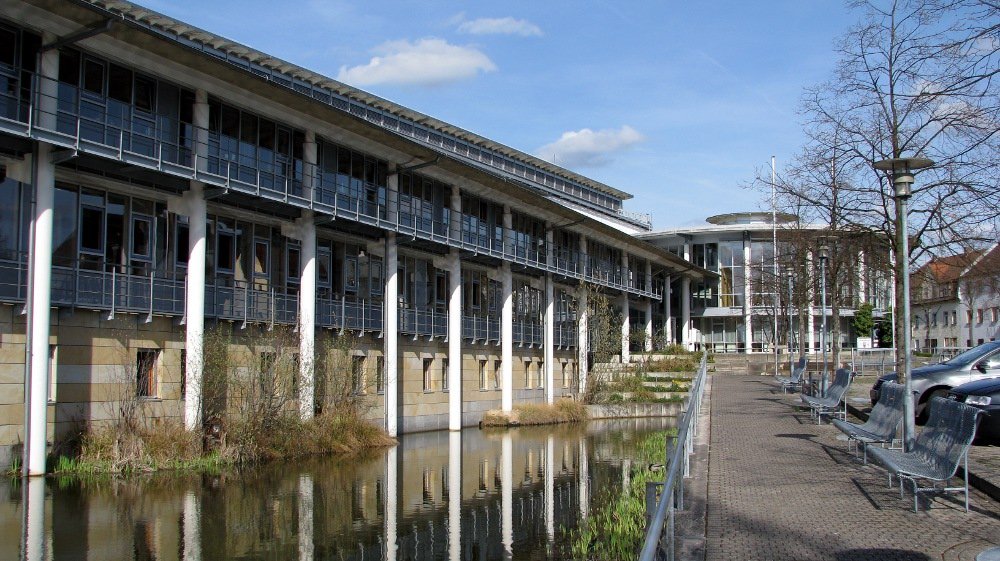
Landratsamt Bayreuth

Der Landkreis Bayreuth liegt im Südosten des bayerischen Regierungsbezirks Oberfranken, er umgibt die kreisfreie Stadt Bayreuth vollständig. Im Jahr 1972 wurde er in seiner heutigen Form aus den Landkreisen Bayreuth, Pegnitz und Gebieten von vier aufgelösten Kleinkreisen gebildet. Er ist Mitglied der Metropolregion Nürnberg und der Planungsregion Oberfranken-Ost.

## Geografie

### Lage
Das Kreisgebiet umfasst im Süden und Westen die Fränkische Schweiz mit zahlreichen Höhlen, darunter die Teufelshöhle und die Sophienhöhle. In der Mitte liegt das Obermainische Hügelland, das seinen Namen vom Roten Main hat. Er entspringt südlich von Bayreuth, fließt in nordwestlicher Richtung und vereinigt sich westlich von Kulmbach mit dem Weißen Main. Im Osten hat der Kreis Anteil am Fichtelgebirge, an dessen höchste Erhebung, den Schneeberg, das Kreisgebiet bis auf etwa 960 m ü. NHN heranreicht.

### Nachbarkreise
Der Landkreis grenzt (im Uhrzeigersinn, beginnend im Nordwesten) an die Landkreise Lichtenfels, Kulmbach, Hof, Wunsiedel im Fichtelgebirge, Tirschenreuth, Neustadt an der Waldnaab, Amberg-Sulzbach, Nürnberger Land, Forchheim und Bamberg.

### Gemarkungen
Im Landkreis gibt es 190 Gemarkungen, 20 davon sind gemeindeübergreifend.

## Geschichte

### Landgerichte
Der überwiegende Teil des Kreisgebiets war bis 1806 ein Teil des Markgraftums Bayreuth. Bis 1810 gehörte dieses vorübergehend zu Frankreich und wurde 1810 an das Königreich Bayern verkauft.
Schon 1804 wurde in Pottenstein, das bis 1802 zum Hochstift Bamberg gehört hatte, ein Landgericht eingerichtet. 1812 folgten die Landgerichtsbezirke Bayreuth, Pegnitz und Weidenberg. Der Sitz des Landgerichts Pegnitz befand sich bis 1842 in Schnabelwaid. Bayreuth war bereits 1812 eine kreisunmittelbare Stadt geworden. Die Landgerichtsbezirke und Bayreuth gehörten zunächst zum Obermainkreis, ab 1838 zu Oberfranken.

### Bezirksämter
Das Bezirksamt Bayreuth wurde im Jahr 1862 durch den Zusammenschluss der Landgerichte älterer Ordnung Bayreuth und Weidenberg gebildet. Die Landgerichte älterer Ordnung Pegnitz und Pottenstein wurden zum Bezirksamt Pegnitz zusammengefasst.
Am 1. Oktober 1929 wurden die Gemeinden Bärnreuth, Berneck, Bischofsgrün, Brandholz, Escherlich, Gefrees, Goldkronach, Goldmühl, Leisau, Lützenreuth, Metzlersreuth, Nemmersdorf, Neudorf, Rimlas und Wülfersreuth des aufgelösten Bezirksamtes Berneck ins Bezirksamt Bayreuth eingegliedert. Von diesen Gemeinden wechselten Gefrees, Lützenreuth und Metzlersreuth am 1. Juli 1931 zum Bezirksamt Münchberg.

### Landkreise
Am 1. Januar 1939 wurde wie überall im Deutschen Reich die Bezeichnung Landkreis eingeführt. So wurden aus den Bezirksämtern die Landkreise Bayreuth und Pegnitz.
Die Stadt Bayreuth erhielt am 1. April 1939 die Gemeinden Sankt Johannis, Colmdorf und Meyernberg des Landkreises. Am 1. Januar 1972 trat der Landkreis außerdem die Gemeinden Oberkonnersreuth und Laineck an die kreisfreie Stadt Bayreuth ab.

### Landkreis Bayreuth
Bei der Gebietsreform in Bayern wurde am 1. Juli 1972 aus dem Landkreis Bayreuth (mit Ausnahme der Gemeinden Laineck und Oberkonnersreuth, die zur Stadt Bayreuth kamen), dem größten Teil des Landkreises Pegnitz sowie Teilen der Landkreise Münchberg (Gebiet der heutigen Stadt Gefrees im Nordosten), Ebermannstadt (Gemeinden Aufseß und Plankenfels im Westen), Kulmbach (Raum Bad Berneck im Norden), Eschenbach in der Oberpfalz (Gemeindeteil Penzenreuth der Stadt Pegnitz im Süden) und Kemnath (Mehlmeisel, Wirbenz, Haidenaab, Guttenthau und Plössen, Gemeindeteile der Gemeinde Speichersdorf, sowie dem Ort Speichersdorf selbst, im Osten) der neue Landkreis Bayreuth gebildet. Bayreuth selbst blieb kreisfrei und Sitz des vergrößerten Landkreises.
Am 1. Juli 1976 trat der Landkreis die Gemeinden Aichig, Oberpreuschwitz, Seulbitz und  Thiergarten, am 1. Mai 1978 Wolfsbach an die kreisfreie Stadt Bayreuth ab. Am 23. November 1957 wurde das Gebäude des Landratsamts in der Bayreuther Tunnelstraße eingeweiht, im Juli 1994 das neue Landratsamt in der Markgrafenallee übergeben.

### Einwohnerentwicklung

Einwohnerentwicklung im Landkreis Bayreuth seit 1840

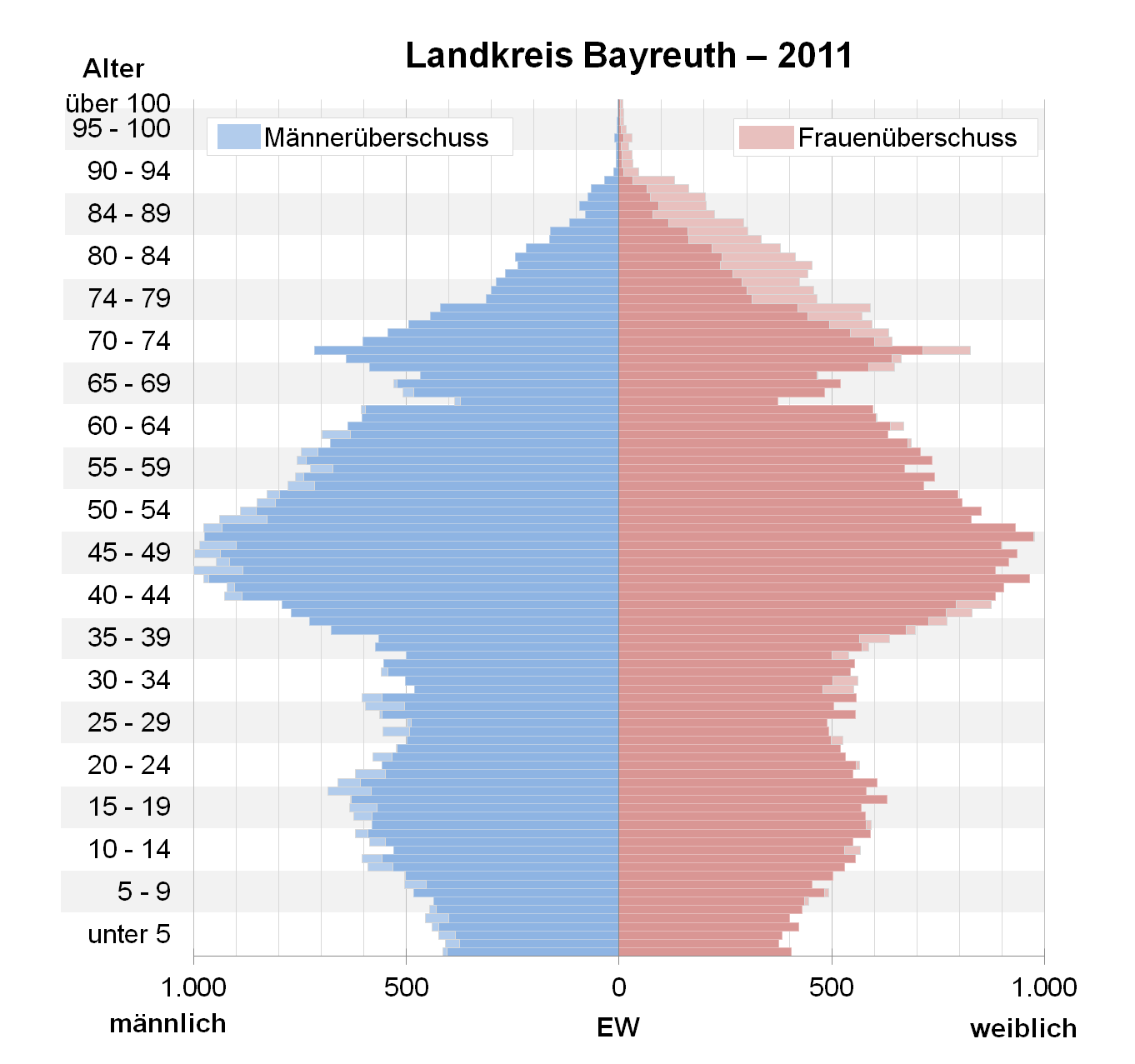
Bevölkerungspyramide für den Kreis Bayreuth (Datenquelle: Zensus 2011)

Von 1988 bis 2008 wuchs der Landkreis Bayreuth um ca. 9400 Einwohner bzw. um knapp zehn Prozent. Allerdings war die Tendenz ab 2004 nach einem Höchststand von über 109.000 Einwohnern rückläufig.
Im Zeitraum 1988 bis 2018 wuchs der Landkreis von 97.519 auf 103.656 um 6.137 Einwohner bzw. um 6,3 %. Ein Höchststand wurde am 31. Dezember 2003 mit 109.404 Einwohnern erreicht.
Die nachfolgenden Zahlen beziehen sich auf den Gebietsstand vom 25. Mai 1987:
| Jahr      | 1840   | 1900   | 1939   | 1950    | 1961   | 1970   | 1987   | 1991    | 1995    | 2000    | 2005    | 2010    | 2015    |
| Einwohner | 70.548 | 68.035 | 71.380 | 101.092 | 92.733 | 97.104 | 96.772 | 102.976 | 107.499 | 109.124 | 108.724 | 106.102 | 104.306 |

## Politik

### Kreistag
Der Kreistag besteht aus 60 Mitgliedern und dem Vorsitzenden als Landrat. Seit Mai 2020 ist dies Florian Wiedemann von den Freien Wählern. Die Ergebnisse der vergangenen Kommunalwahlen führten zu folgenden Ergebnissen:
| Kreistagswahl 2020Wahlbeteiligung: 70,1 % (+3,0 %) %3020100 28,718,213,712,510,09,44,03,4 CSUFWGSPDGrüneWGJLAfDFDPGewinne und Verlusteim Vergleich zu 2014 %p 6 4 2 0 −2 −4 −6 −8−4,9−0,2−6,4+4,8+0,4+1,3+4,0+0,9CSUFWGSPDGrüneWGJLAfDFDP | Sitzverteilung im Kreistag Bayreuth seit 2020Insgesamt 60 Sitze - SPD: 8 - Grüne: 8 - WG: 6 - JL: 6 - FWG: 11 - FDP: 2 - CSU: 17 - AfD: 2 |

| Parteien und Wählergemeinschaften | Parteien und Wählergemeinschaften           | 2020   | 2020   | 2014   | 2014   | 2008   | 2008   | 2002   | 2002   | 1996   | 1996   |
| Parteien und Wählergemeinschaften | Parteien und Wählergemeinschaften           | %      | Sitze  | %      | Sitze  | %      | Sitze  | %      | Sitze  | %      | Sitze  |
| --------------------------------- | ------------------------------------------- | ------ | ------ | ------ | ------ | ------ | ------ | ------ | ------ | ------ | ------ |
| CSU                               | Christlich-Soziale Union in Bayern          | 28,7   | 17     | 33,6   | 20     | 35,9   | 22     | 39,6   | 25     | 38,1   | 24     |
| FWG                               | Freie Wählergemeinschaft Landkreis Bayreuth | 18,2   | 11     | 18,4   | 11     | 18,6   | 11     | 15,4   | 09     | 15,6   | 09     |
| SPD                               | SPD Bayern                                  | 13,7   | 08     | 20,1   | 12     | 20,2   | 12     | 23,4   | 14     | 24,9   | 15     |
| Grüne                             | Grüne Bayern                                | 12,5   | 08     | 0–     | 0–     | 0–     | 0–     | 0–     | 0–     | 0–     | 0–     |
| WG                                | Wahlgemeinschaft Landkreis Bayreuth         | 10,0   | 06     | 9,6    | 06     | 7,6    | 05     | 6,1    | 04     | 4,9    | 03     |
| JL                                | Junge Liste                                 | 9,4    | 06     | 8,1    | 05     | 8,4    | 05     | 7,5    | 04     | 5,5    | 03     |
| AfD                               | AfD Bayern                                  | 4,0    | 02     | 0–     | 0–     | 0–     | 0–     | 0–     | 0–     | 0–     | 0–     |
| FDP                               | FDP Bayern                                  | 3,4    | 02     | 2,5    | 01     | 2,7    | 01     | 2,6    | 01     | 1,7    | 01     |
| Grüne/U                           | Grüne Bayern/Unabhängige                    | 0–     | 0–     | 7,7    | 05     | 6,5    | 04     | 5,4    | 03     | 6,9    | 04     |
| REP                               | Die Republikaner                            | 0–     | 0–     | 0–     | 0–     | 0–     | 0–     | 0–     | 0–     | 2,3    | 01     |
| gesamt                            | gesamt                                      | 99,9   | 60     | 100,0  | 60     | 99,9   | 60     | 100,0  | 60     | 99,9   | 60     |
| Wahlbeteiligung                   | Wahlbeteiligung                             | 70,1 % | 70,1 % | 67,0 % | 67,0 % | 68,9 % | 68,9 % | 70,8 % | 70,8 % | 76,1 % | 76,1 % |

Im September 1991 erklärte der Bayerische Verwaltungsgerichtshof die vorausgegangene Kreistagswahl für ungültig, da die Junge Liste als Tarnorganisation der CSU angetreten war. Dieses Urteil wurde im Februar 1992 vom Bundesverwaltungsgericht bestätigt.

### Bezirksamtmänner (bis 1938) und Landräte (ab 1939)
- 1913–1921 Alfred Mildenberger
- 1922 Emil Alwens
- 1924 vakant
- 1924–1934 Eduard Meyer
- 1934–1945 Kurt Schwarz
- 1946–1952 Claus Pittroff, SPD; mit Unterbrechung 1947–1948[14]
- 1952–1978 Josef Kohut, CSU
- 1978–2008 Klaus-Günter Dietel, CSU
- 2008–2020 Hermann Hübner, CSU
- seit 1. Mai 2020 Florian Wiedemann, FWG

### Wappen
| Wappen des Landkreises Bayreuth | Blasonierung: „Im Schildhaupt Wecken von weiß und blau, das auf Bayern deutet, darunter in Silber ein golden bewehrter roter Adler mit goldenen Kleestengeln auf den Flügeln.“ |
| Wappen des Landkreises Bayreuth | Wappenbegründung: Es handelt sich dabei um den brandenburgischen Adler, ein Hinweis auf das ehemals hohenzollernsche Markgraftum Brandenburg-Bayreuth.                         |

## Wirtschaft und Verkehr
Im Zukunftsatlas 2016 belegte der Landkreis Bayreuth Platz 276 von 402 Landkreisen, Kommunalverbänden und kreisfreien Städten in Deutschland und zählt damit zu den Regionen mit „ausgeglichenem Chancen-Risiko Mix“ für die Zukunft.

### Verkehr

#### Bahn
Die Bezirkshauptstadt von Oberfranken erhielt 1853 den ersten Bahnanschluss durch die Neuenmarkt-Bayreuther Eisenbahn an die 1848 eröffnete Ludwig-Süd-Nord-Bahn, welche nur an der ehemaligen Station Falls das Kreisgebiet berührte.
Genau zehn Jahre später, am 1. Dezember 1863, erreichte die AG der Bayerischen Ostbahnen von Weiden her Bayreuth. 1877 kam die Strecke der Bayerischen Staatseisenbahnen von Nürnberg über Schnabelwaid nach Bayreuth dazu, von der seit 1878 in Schnabelwaid die Hauptbahn nach Marktredwitz abzweigt, die wiederum in Kirchenlaibach die Ostbahn kreuzt.
Auch die um die Jahrhundertwende erbauten Lokalbahnen wurden von den Bayerischen Staatseisenbahnen betrieben.
Im Fichtelgebirge entstanden die Strecken:
- 1890: Neusorg–Brand–Unterlind–Fichtelberg
- 1896/97: Schlömen–Bad Berneck–Bischofsgrün
- 1896: Bayreuth Hbf–Weidenberg–Warmensteinach
- 1902: Falls–Gefrees

Von Bayreuth aus führten in die Fränkische Schweiz die Strecken:
- 1904: Bayreuth Hbf–Bayreuth-Altstadt–Mistelgau–Hollfeld
- 1909: Bayreuth-Altstadt–Thurnau–Kulmbach

Im Personenverkehr wurden ursprünglich Strecken von 214 km Länge befahren. Alle Lokalbahnstrecken wurden inzwischen stillgelegt, seit Januar 2007 verkehren auf dem Abschnitt Bayreuth Hbf–Weidenberg der Strecke nach Warmensteinach jedoch wieder Züge. Damit sind nur noch 149 km für die Personenbeförderung übrig geblieben.
Die folgenden Strecken wurden stillgelegt und abgebaut:
- 1973 Falls–Gefrees (fünf Kilometer) und Thurnau–Altenplos–Bayreuth-Altstadt (21 km)[17]
- 1974 Bad Berneck–Bischofsgrün (10 km) und Bayreuth Hbf–Mistelgau–Hollfeld (33 km)
- 1976 Neusorg–Brand–Unterlind–Fichtelberg (14 km)
- 1993 Lanzendorf–Bad Berneck (4 km)
- 2006 Schlömen–Lanzendorf (4 km)

#### Straße
Den Landkreis durchzieht in Nord-Süd-Richtung die Bundesautobahn 9 mit dem Dreieck Bayreuth/Kulmbach (Bundesautobahn 70) an der Kreisgrenze sowie den Ausfahrten 40b Bindlacher Berg, 43 Trockau, 44 Pegnitz, 45 Weidensees und 46 Plech; dazwischen liegen die Ausfahrten 41 und 42 auf dem Gebiet der kreisfreien Stadt Bayreuth.

### Gewässer
Im Frühjahr 2023 stufte das in Hof ansässige Wasserwirtschaftsamt den Zustand der meisten Gewässer im Landkreis als mäßig bis unbefriedigend ein. Auf der von 1 (sehr gut) bis 5 (schlecht) reichenden Skala der EU-Wasserrahmenrichtlinie erreichten sie nur die Noten 3 bis 4. Der Flernitzbach in Speichersdorf wurde am schlechtesten (Note 5) bewertet, der Rote Main erhielt ab Bayreuth nur die Note 4.

## Gemeinden

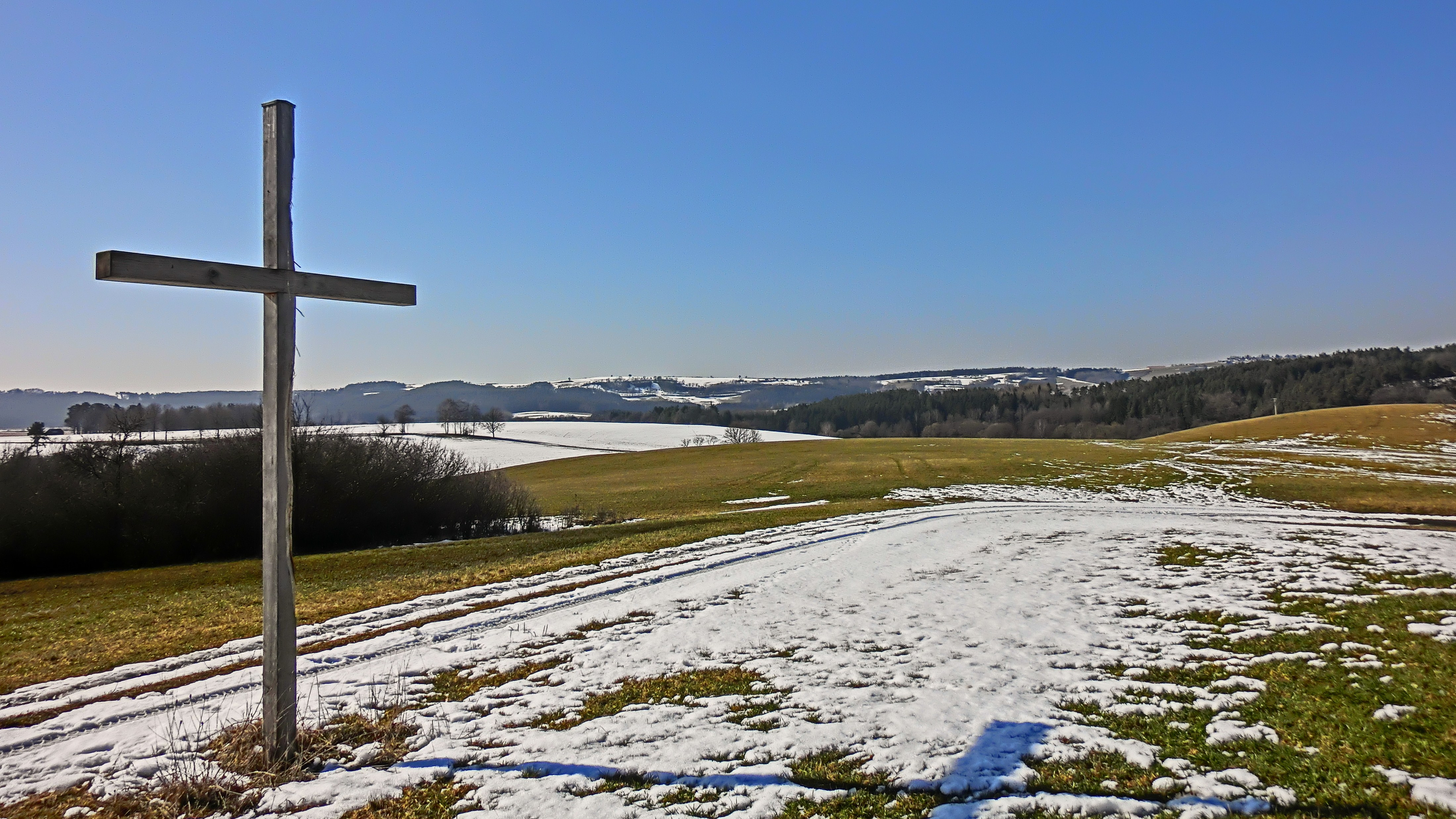
Höhenzug bei Emtmannsberg

(Einwohnerzahlen am 31. Dezember 2024)

### Städte
- Bad Berneck im Fichtelgebirge (4.373)
- Betzenstein (2.491)
- Creußen (4.914)
- Gefrees (4.240)
- Goldkronach (3.451)
- Hollfeld (4.784)
- Pegnitz (13.665)
- Pottenstein (5.190)
- Waischenfeld (2.989)

### Märkte

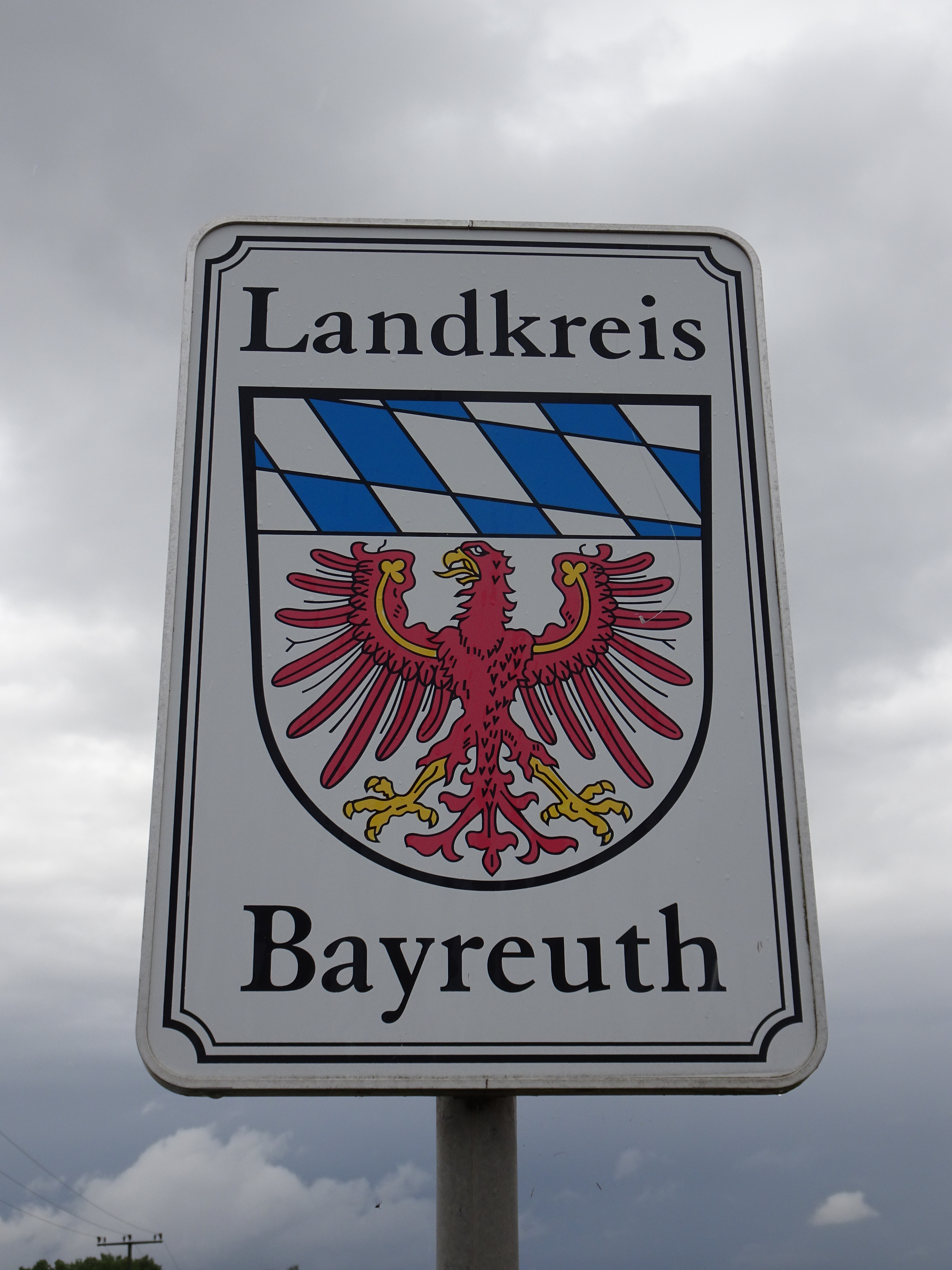
Kreisgrenztafel Lkr. Bayreuth

- Plech (1.350)
- Schnabelwaid (966)
- Weidenberg (5.864)

### Gemeindefreie Gebiete
- Bischofsgrüner Forst (27,00 km²)
- Fichtelberg (20,89 km²)
- Forst Neustädtlein am Forst (7,55 km²)
- Glashüttener Forst (4,77 km²)
- Heinersreuther Forst (7,61 km²)
- Neubauer Forst-Nord (5,66 km²)
- Prüll (2,22 km²)
- Veldensteiner Forst (55,59 km²)
- Waidacher Forst (6,42 km²)
- Warmensteinacher Forst-Nord (0,32 km²)

### Weitere Gemeinden
- Ahorntal (2.180)
- Aufseß (1.263)
- Bindlach (7.156)
- Bischofsgrün (1.939)
- Eckersdorf (5.054)
- Emtmannsberg (998)
- Fichtelberg (1.795)
- Gesees (1.251)
- Glashütten (1.284)
- Haag (946)
- Heinersreuth (3.700)
- Hummeltal (2.462)
- Kirchenpingarten (1.244)
- Mehlmeisel (1.268)
- Mistelbach (1.500)
- Mistelgau (3.832)
- Plankenfels (840)
- Prebitz (938)
- Seybothenreuth (1.279)
- Speichersdorf (5.840)
- Warmensteinach (2.169)

### Verwaltungsgemeinschaften
- Betzenstein
(Stadt Betzenstein und Markt Plech)
- Creußen
(Stadt Creußen, Markt Schnabelwaid, Gemeinden Haag und Prebitz)
- Hollfeld
(Stadt Hollfeld, Gemeinden Aufseß und Plankenfels)
- Mistelbach
(Gemeinden Gesees, Hummeltal und Mistelbach)
- Mistelgau
(Gemeinden Glashütten und Mistelgau)
- Weidenberg
(Markt Weidenberg, Gemeinden Emtmannsberg, Kirchenpingarten und Seybothenreuth)

## Gemeinden des Landkreises vor der Gebietsreform 1971/78
Vor der Gebietsreform hatte der Landkreis Bayreuth 83 Gemeinden (siehe Liste unten; heute noch existierende Gemeinden sind fett hervorgehoben):

Landkreis Bayreuth, Gemeindegrenzenkarte von 1961

| Frühere Gemeinde          | heutige Gemeinde              | heutiger Landkreis        |
| ------------------------- | ----------------------------- | ------------------------- |
| Aichig                    | Bayreuth                      | Kreisfreie Stadt Bayreuth |
| Altdrossenfeld            | Neudrossenfeld                | Landkreis Kulmbach        |
| Altenplos                 | Heinersreuth                  | Landkreis Bayreuth        |
| Bärnreuth                 | Bad Berneck im Fichtelgebirge | Landkreis Bayreuth        |
| Benk                      | Bindlach                      | Landkreis Bayreuth        |
| Berneck i. Fichtelgebirge | Bad Berneck im Fichtelgebirge | Landkreis Bayreuth        |
| Bindlach                  | Bindlach                      | Landkreis Bayreuth        |
| Birk                      | Emtmannsberg                  | Landkreis Bayreuth        |
| Bischofsgrün              | Bischofsgrün                  | Landkreis Bayreuth        |
| Brandholz                 | Goldkronach                   | Landkreis Bayreuth        |
| Busbach                   | Eckersdorf                    | Landkreis Bayreuth        |
| Colmdorf 1                | Bayreuth                      | Kreisfreie Stadt Bayreuth |
| Cottenbach                | Heinersreuth                  | Landkreis Bayreuth        |
| Creez                     | Hummeltal                     | Landkreis Bayreuth        |
| Crottendorf               | Bindlach                      | Landkreis Bayreuth        |
| Döhlau                    | Weidenberg                    | Landkreis Bayreuth        |
| Donndorf                  | Eckersdorf                    | Landkreis Bayreuth        |
| Dressendorf               | Goldkronach                   | Landkreis Bayreuth        |
| Eckersdorf                | Eckersdorf                    | Landkreis Bayreuth        |
| Emtmannsberg              | Emtmannsberg                  | Landkreis Bayreuth        |
| Eschen                    | Eckersdorf                    | Landkreis Bayreuth        |
| Escherlich                | Bad Berneck im Fichtelgebirge | Landkreis Bayreuth        |
| Euben                     | Bindlach                      | Landkreis Bayreuth        |
| Fichtelberg               | Fichtelberg                   | Landkreis Bayreuth        |
| Fischbach                 | Weidenberg                    | Landkreis Bayreuth        |
| Forkendorf                | Gesees                        | Landkreis Bayreuth        |
| Frankenhaag               | Mistelgau                     | Landkreis Bayreuth        |
| Gesees                    | Gesees                        | Landkreis Bayreuth        |
| Glashütten                | Glashütten                    | Landkreis Bayreuth        |
| Goldkronach               | Goldkronach                   | Landkreis Bayreuth        |
| Goldmühl                  | Bad Berneck im Fichtelgebirge | Landkreis Bayreuth        |
| Görschnitz                | Weidenberg                    | Landkreis Bayreuth        |
| Haag                      | Haag                          | Landkreis Bayreuth        |
| Hauendorf                 | Emtmannsberg                  | Landkreis Bayreuth        |
| Heinersreuth              | Heinersreuth                  | Landkreis Bayreuth        |
| Hinterkleebach            | Hummeltal                     | Landkreis Bayreuth        |
| Kirchenlaibach            | Speichersdorf                 | Landkreis Bayreuth        |
| Kirchenpingarten          | Kirchenpingarten              | Landkreis Bayreuth        |
| Laineck                   | Bayreuth                      | Kreisfreie Stadt Bayreuth |
| Lankendorf                | Weidenberg                    | Landkreis Bayreuth        |
| Lehen                     | Weidenberg                    | Landkreis Bayreuth        |
| Leisau                    | Goldkronach                   | Landkreis Bayreuth        |
| Lessau                    | Weidenberg                    | Landkreis Bayreuth        |
| Lienlas                   | Kirchenpingarten              | Landkreis Bayreuth        |
| Mengersdorf               | Mistelgau                     | Landkreis Bayreuth        |
| Mengersreuth              | Weidenberg                    | Landkreis Bayreuth        |
| Meyernberg 1              | Bayreuth                      | Kreisfreie Stadt Bayreuth |
| Mistelbach                | Mistelbach                    | Landkreis Bayreuth        |
| Mistelgau                 | Mistelgau                     | Landkreis Bayreuth        |
| Nairitz                   | Speichersdorf                 | Landkreis Bayreuth        |
| Nemmersdorf               | Goldkronach                   | Landkreis Bayreuth        |
| Neudorf                   | Bad Berneck im Fichtelgebirge | Landkreis Bayreuth        |
| Neunkirchen am Main       | Weidenberg                    | Landkreis Bayreuth        |
| Oberkonnersreuth          | Bayreuth                      | Kreisfreie Stadt Bayreuth |
| Obernschreez 1            | Haag                          | Landkreis Bayreuth        |
| Obernsees                 | Mistelgau                     | Landkreis Bayreuth        |
| Oberpreuschwitz           | Bayreuth                      | Kreisfreie Stadt Bayreuth |
| Oberwaiz                  | Eckersdorf                    | Landkreis Bayreuth        |
| Oberwarmensteinach        | Warmensteinach                | Landkreis Bayreuth        |
| Pettendorf                | Hummeltal                     | Landkreis Bayreuth        |
| Pittersdorf               | Hummeltal                     | Landkreis Bayreuth        |
| Plösen                    | Mistelgau                     | Landkreis Bayreuth        |
| Ramsenthal                | Bindlach                      | Landkreis Bayreuth        |
| Reislas                   | Kirchenpingarten              | Landkreis Bayreuth        |
| Rimlas                    | Bad Berneck im Fichtelgebirge | Landkreis Bayreuth        |
| Sankt Johannis 1          | Bayreuth                      | Kreisfreie Stadt Bayreuth |
| Schamelsberg              | Emtmannsberg                  | Landkreis Bayreuth        |
| Schreez 2                 | Haag                          | Landkreis Bayreuth        |
| Seitenbach                | Mistelgau                     | Landkreis Bayreuth        |
| Seulbitz                  | Bayreuth                      | Kreisfreie Stadt Bayreuth |
| Seybothenreuth            | Seybothenreuth                | Landkreis Bayreuth        |
| Sophienthal               | Weidenberg                    | Landkreis Bayreuth        |
| Thiergarten               | Bayreuth                      | Kreisfreie Stadt Bayreuth |
| Tressau                   | Kirchenpingarten              | Landkreis Bayreuth        |
| Truppach                  | Mistelgau                     | Landkreis Bayreuth        |
| Unternschreez 1           | Haag                          | Landkreis Bayreuth        |
| Untersteinach             | Weidenberg                    | Landkreis Bayreuth        |
| Unterwaiz                 | Heinersreuth                  | Landkreis Bayreuth        |
| Warmensteinach            | Warmensteinach                | Landkreis Bayreuth        |
| Weidenberg                | Weidenberg                    | Landkreis Bayreuth        |
| Windischenlaibach         | Speichersdorf                 | Landkreis Bayreuth        |
| Wolfsbach                 | Bayreuth                      | Kreisfreie Stadt Bayreuth |
| Wülfersreuth              | Bischofsgrün                  | Landkreis Bayreuth        |

## Sehenswürdigkeiten
Zum Landkreis Bayreuth gehören u. a. folgende Sehenswürdigkeiten:
|  | Schloss Unteraufseß                      | Gemeinde Aufseß       |
|  | Schloss Fantaisie                        | Gemeinde Eckersdorf   |
|  | Schloss Freienfels                       | Stadt Hollfeld        |
|  | Altstadt von Hollfeld                    | Stadt Hollfeld        |
|  | Schloss Wiesentfels                      | Stadt Hollfeld        |
|  | Pegnitz                                  | Stadt Pegnitz         |
|  | Burg Pottenstein                         | Stadt Pottenstein     |
|  | Teufelshöhle bei Pottenstein             | Stadt Pottenstein     |
|  | Fränkische Schweiz-Museum in Tüchersfeld | Stadt Pottenstein     |
|  | Burg Waischenfeld                        | Gemeinde Waischenfeld |

Siehe auch: Liste von Pfarrhäusern im Landkreis Bayreuth

## Schutzgebiete
Im Landkreis Bayreuth gibt es 14 Naturschutzgebiete, 12 Landschaftsschutzgebiete, 15 geschützte Landschaftsbestandteile, 249 Naturdenkmäler, 25 FFH-Gebiete und 198 vom Bayerischen Landesamt für Umwelt ausgewiesenen Geotope (Stand September 2016).
Siehe auch:
- Liste der Naturschutzgebiete im Landkreis Bayreuth
- Liste der Landschaftsschutzgebiete im Landkreis Bayreuth
- Liste der geschützten Landschaftsbestandteile im Landkreis Bayreuth
- Liste der Naturdenkmäler im Landkreis Bayreuth
- Liste der FFH-Gebiete im Landkreis Bayreuth
- Liste der Geotope im Landkreis Bayreuth

## Kfz-Kennzeichen
Am 1. Juli 1956 wurde dem Landkreis bei der Einführung der bis heute gültigen Kfz-Kennzeichen das Unterscheidungszeichen BT zugewiesen. Es wird durchgängig bis heute ausgegeben, wobei dem Landkreis die Kombination aus zwei Buchstaben und drei oder vier Ziffern vorbehalten ist. Seit dem 10. Juli 2013 sind durch die Kennzeichenliberalisierung auch die früheren Unterscheidungszeichen EBS (Ebermannstadt), ESB (Eschenbach in der Oberpfalz), KEM (Kemnath), MÜB (Münchberg) und PEG (Pegnitz) wieder erhältlich.